# Abbeville Southern Railway
Die Abbeville Southern Railway war eine Eisenbahngesellschaft in Alabama (Vereinigte Staaten). Sie betrieb die 42 Kilometer lange Bahnstrecke Grimes–Abbeville.

## Geschichte
Die Bahngesellschaft wurde am 27. September 1892 gegründet und schloss den Ort Abbeville an die bereits bestehende Hauptstrecke der Alabama Midland Railway von Dothan nach Montgomery an. Die Strecke ging am 1. Dezember 1893 in Betrieb. Die Betriebsführung oblag der Alabama Midland, die ihrerseits zum Plant System gehörte. Die Lok, die hauptsächlich auf der Strecke eingesetzt wurde, gehörte jedoch der Abbeville Southern. Die Konten der Gesellschaften wurden getrennt verwaltet, sodass die Abbeville Southern formal eigenständig war und eigene Geschäftsberichte ablieferte. Die offizielle Länge der Strecke wurde in diesen Geschäftsberichten durchweg mit 26,07 Meilen (41,96 km) angegeben. Im Geschäftsjahr 1896/97 beförderte die Bahn 6638 Fahrgäste.
Der Personenverkehr war spärlich, nur ein täglich verkehrendes gemischtes Zugpaar wurde 1895 angeboten.
Am 2. September 1901 fusionierte die Bahngesellschaft mit der Savannah, Florida and Western Railroad innerhalb des Plant Systems und hörte damit auf zu existieren. Die Strecke wird heute durch die Bay Line Railroad betrieben.